# .th
.th è il dominio di primo livello nazionale assegnato alla Thailandia.
Nel 2010 ICANN ha approvato il dominio internazionalizzato .ไทย (xn--o3cw4h).